# Bozze
Bozze war ein libysches Volumenmaß. Es gibt verschiedene Angaben zur Umrechnung in Liter:
- 1 Bozze = 2,64 Liter.[1] Danach entsprach das Baril/Barile, das Volumenmaß für Öl und Wein in verschiedenen italienischen Regionen, 24 Bozze oder 63,39 Liter.[1]

- 1 Bozze = 2,68 Liter[2]